# Marzena Okła-Drewnowicz
Marzena Okła-Drewnowicz, née le 20 mai 1972 à Skarżysko-Kamienna, est une fonctionnaire et femme politique polonaise.
Elle est ministre déléguée chargée des personnes âgées dans le troisième gouvernement de Donald Tusk.

## Biographie
Etudiante en sciences sociales de l'université catholique Jean-Paul II de Lublin puis à l'École supérieure de commerce Bolesław-Markowski de Kielce (d).

### Femme politique
Élue à l'assemblée locale de la voïvodie de Sainte-Croix, puis en devint présidente locale de la Plate-forme civique en 2010 jusqu'en mai 2017. En, 2007, élue à la Diète de la république de Pologne des 6e, 7e, 8e, 9e et 10e législatures. Elle est ministre déléguée aux Personnes âgées du Gouvernement Tusk III.